# Grand Tibet et vaste Chine

Grand Tibet et vaste Chine, récits et aventures est une compilation de récits de voyages d'Alexandra David-Néel publiée par Marie-Madeleine Peyronnet en 1994 aux éditions Plon, et réédité en 1999. Il contient : Au pays des brigands gentilshommes, Voyage d'une Parisienne à Lhassa, Sous des nuées d'orage, À l'ouest barbare de la vaste Chine, Le vieux Tibet face à la Chine nouvelle et un choix de documents.

## Résumé
La Chine et le Tibet sont les pays de prédilection d'Alexandra David-Néel. Elle les a sillonnés sur des milliers de kilomètres de jungle, de steppes ou de régions glacées, à pied, où sur le dos de yack ou de mule. Ces récits de voyages sont rassemblés dans ce volume. Son premier voyage qui débute en février 1921, la mènera à pied déguisée en mendiante à Lhassa, ville sacrée perchée sous le toit du monde. Son dernier voyage la conduira, famélique et vêtue de haillons, a échapper aux horreurs de la guerre sino-japonaise et prend fin en 1946.

## Référence
- Grand Tibet et vaste Chine, Plon, 1999,  (ISBN 2-259-19169-X)